# GNOME Display Manager
GDM (GNOME Display Manager) es un gestor de acceso para el X Window System. Es el reemplazo, elaborado por el proyecto GNOME, al XDM básico. GDM permitía a los usuarios personalizar el gestor hasta versión 2.30.0, renombrada como gdm3. También permite solucionar problemas de su configuración sin tener que recurrir a la línea de comandos y gestionar la entrada a otros entornos de escritorio.
La gran cantidad de dependencias de gdm3 frente a gdm hace de este algo más pesado que su predecesor, mas no así su rendimiento, que no se nota gran diferencia en equipos modernos.